# أومبيرتو سابا
أومبيرتو سابا (بالإيطالية: Umberto Saba) اسم مستعار أومبيرتو بولي (تريستا، 9 مارس 1883 - غوريزيا، 25 أغسطس 1957) كان شاعراً وكاتباً إيطالياً.

## السيرة الذاتية

### السنوات الأولى
ولد سابا في تريستا التي كانت جزءاً من الامبروطورية النمساوية المجرية , 9 مارس 1883 , نجل لأوغو إدواردو بولي، وكيل تجاري ينتمي إلى عائلة بندقية نبيلة، ولفيليشيتا راشيل كوهن، وهي يهودية من تريستا حفيدة الشاعر والمؤرخ صموئيل ديفيد لوتزاتو، ولقد اعتنق والده الديانة اليهودية من أجل هذا الزواج، ومع ذلك بعد ولادة أومبيرتو هجرت امه زوجها لأنه كان مثلي الجنس، وأنها قد صبرت من أجل الروابط الأسرية .
لقد عاش طفولة حزينة سببها فقدان الأب، وعاش لمدة ثلاث سنوات مع مربية سولفانية تدعى جوزيفا والمعروفة أيضاً باسم (Peppa Sabaz) وكان يدعوها بيبا واختار اسمه المستعار سابا الذي يعني بالعبرية الجد نسبة لاسمها (Sabaz) التي سكبت حبها وحنانها في أمبيرتو بعد أن فقدت ابنها وكتب (فرح الام ) تكريماً لها .
بعد أن تستعيده امه الحقيقة يشكل ذلك أول صدمة له وسوف يعبر عنها لاحقاً في مجموعة قصائد تحت عنوان( بيرتو الصغير -1926) ثم يكبر مع امه واثنتين من خالاته واحدة ارمة وأخرى غير متزوجة، تشارك في تنظيم ورشات عمل للأثاث والأشياء المستخدمة .

## وصلات خارجية
- أومبيرتو سابا على موقع IMDb (الإنجليزية)
- أومبيرتو سابا على موقع الموسوعة البريطانية (الإنجليزية)
- أومبيرتو سابا على موقع ميوزك برينز (الإنجليزية)
- أومبيرتو سابا على موقع ديسكوغز (الإنجليزية)

- English translation of two poems at Guernica
- English translation of Saba's Ulysses